# Alexander Skarsgård
Alexander Johan Hjalmar Skarsgård (ur. 25 sierpnia 1976 w Sztokholmie) – szwedzki aktor i reżyser.

## Życiorys

### Wczesne lata
Urodził się w Sztokholmie w rodzinie artystycznej jako najstarsze dziecko szwedzkiego aktora i scenarzysty Stellana Skarsgårda i lekarki My (z domu Guenther). Jego młodsi bracia – Gustaf (ur. 1980), Sam (ur. 1982), Bill (ur. 1990) i Valter Skarsgård (ur. 1995) zostali także aktorami, a siostra Eija (ur. 1992) pracowała jako modelka. Jego rodzice rozwiedli się 1 maja 2007. Jego ojciec ożenił się ponownie z Megan Everett. Ze strony ojca ma także dwóch młodszych przyrodnich braci: Ossiana (ur. 2009) i Kolbjörna (ur. 2012).

### Kariera
W wieku siedmiu lat otrzymał pierwszą rolę od przyjaciela ojca i zagrał wraz z nim w dramacie Ake i jego świat (Åke och hans värld, 1984) u boku Martina Lindstroma. Mając trzynaście lat zagrał pierwszoplanową rolę w filmie Pies, który się uśmiechał (Hunden som log, 1989), która zapewniła mu rozpoznawalność. Przez kolejne osiem lat odrzucał wszystkie propozycje filmowe.
Potem rozpoczął studia polityczne, z których szybko zrezygnował, odbył półtoraroczną służbę wojskową w oddziale antyterrorystycznym i próbował swoich sił jako student architektury. Skarsgard udał się na studia teatralne na Leeds Beckett University w Metropolitan w Wielkiej Brytanii (1996) oraz Marymount Manhattan College w Nowym Jorku (1997).
Wrócił do Szwecji i pojawił się w kilku produkcjach, które uczyniły z niego gwiazdę w jego rodzinnym kraju. Wizyta w Los Angeles przyniosła mu niewielką rolę Meekusa w komedii Zoolander (2001) u boku Bena Stillera, Owena Wilsona i Willa Ferrella.
Powrócił do Szwecji, gdzie wystąpił w dwóch sztukach Kto się boi Virginii Woolf? Edwarda Albee i Krwawe wesele. W 2003 zadebiutował jako współscenarzysta i współreżyser dramatu krótkometrażowego Zabić dziecko (Att döda ett barn), który został zaprezentowany na festiwalu filmowym Tribeca i w Cannes. Zwrócił na siebie uwagę jako sierżant Brad 'Iceman' Colbert w miniserialu HBO Generation Kill (2008) oraz teledysku Lady Gagi do przeboju „Paparazzi” (2009). Występował w serialu Czysta krew jako wampir Eric Northman. W 2017 roku rozgłos i nagrody przyniosła mu rola w miniserialu Wielkie kłamstewka w reżyserii Jean-Marca Vallee, gdzie wystąpił u boku Nicole Kidman. Za rolę sadystycznego męża otrzymał Emmy, Złotego Globa, SAG, Critics Choice Award i był nominowany do Satelitów.

## Życie prywatne
Spotykał się z Amandą Seyfried (2008), Izabellą Miko (2009), Evan Rachel Wood (2009), Kate Bosworth (od października 2009 do lipca 2011), Anne Vyalitsyną (2012), Elizabeth Olsen (2012), Charlize Theron (2012), Ellen Page (od czerwca 2012 do kwietnia 2013), Taylor Swift (2013), Katie Holmes (2014) i Alicią Vikander (2014). W maju 2015 związał się z brytyjską prezenterką telewizyjną i modelką Alexą Chung.

## Filmografia

### Filmy fabularne
- 1984: Åke i jego świat (Åke och hans värld) jako Kalle Nubb
- 1987: Idag röd (TV) jako Pojken
- 1989: Hunden som log jako Jojjo
- 1999: Happy End jako Bamse Viktorsson
- 2000: Nurek (Dykaren) jako Ingmar
- 2000: Hundtricket jako Micke
- 2000: Vingar av glas jako Johan
- 2000: Järngänget jako Anders
- 2001: Zoolander jako Meekus
- 2001: Drakarna över Helsingfors jako Robin Aringström
- 2001: D-dag – Den færdige film jako Lise’s papsoslashn
- 2002: Podryw na psa (Hundtricket – The movie) jako Micke
- 2004: Hjärtslag jako pilot
- 2005: O Sarze (Om Sara) jako Kalle Öberg
- 2005: Ostatni zrzut (The Last Drop) jako porucznik Voller
- 2005: Som man bäddar...
- 2006: Zabij swoich ukochanych (Kill Your Darlings)
- 2006: Never Be Mine jako Christopher
- 2006: Wyjście (Exit)
- 2006: Cuppen jako Micke
- 2007: Järnets änglar jako Stefan
- 2008 Bono, Bob, Brian and Me jako Terje
- 2009: Paparazzi jako ukochany Lady Gagi
- 2009: Metropia jako Stefan
- 2009: Beyond the Pole jako Terje
- 2010: 13 jako Jack
- 2010: Muminki w pogoni za kometą (Muumi ja punainen pyrstötähti) Muminek (głos)
- 2011: Melancholia jako Michael
- 2011: Nędzne psy (Straw Dogs) jako Charlie
- 2012: O czym wiedziała Maisie (What Maisie Knew) jako Lincoln
- 2012: Battleship: Bitwa o Ziemię (Battleship) jako Stone Hopper
- 2013:  The East  jako Benji
- 2013:  Hidden  jako Ray Hewitt
- 2014: Dawca pamięci (The Giver) jako ojciec Jonasa
- 2015: Hidden
- 2015: The Diary of a teenage girl
- 2016: War on everyone
- 2016: Tarzan: Legenda jako Tarzan/John Clayton III
- 2016: Zoolander 2 jako Adam
- 2017: Bez słowa jako Leo
- 2019: W domu innego (The Aftermath) jako Stefan Lubert
- 2021: Godzilla vs. Kong jako Nathan Lind
- 2022: Wiking jako Amleth

### Seriale TV
- 1999: Vita lögner jako Marcus Englund
- 2000: Judith jako Ante Lindström
- 2005: Revelations jako Gunnar Eklind
- 2007: Leende guldbruna ögon jako Boogey Knights Sångare
- 2008: Generation Kill: Czas wojny jako sierżant Brad 'Iceman' Colbert
- 2008-2014: Czysta krew (True Blood) jako wampir Eric Northman
- 2009: Mogło być gorzej (Eastbound & Down) jako dorosły Toby Powers
- 2017-2019: Wielkie kłamstewka (Big Little Lies) jako Perry Wright
- 2018: Mała doboszka (Little Drummer Girl) jako Gadi Becker
- 2021-2023: Sukcesja (Succession) jako Lukas Matsson
- 2025: Pamiętniki Mordbota (Murderbot) jak Mordbot

## Nagrody
| Rok: | Nominacja:                         | Za:                        | Kategoria:                                                                          | Wynik:    |
| ---- | ---------------------------------- | -------------------------- | ----------------------------------------------------------------------------------- | --------- |
| 2003 | Odense International Film Festival | Att Döda Ett Barn          | Grand Prix                                                                          | wygrana   |
| 2003 | Odense International Film Festival | Att Döda Ett Barn          | Press Award                                                                         | wygrana   |
| 2003 | Guldbagge Awards                   | Hundtricket – The Movie    | Best Supporting Actor                                                               | nominacja |
| 2009 | Scream Award                       | Eric Northman w True Blood | Best Villain                                                                        | wygrana   |
| 2009 | Satellite Awards                   | True Blood                 | Best Television Ensemble                                                            | wygrana   |
| 2010 | SAG Awards                         | True Blood                 | Outstanding Performance by an Ensemble in a Drama Series                            | nominacja |
| 2010 | Saturn Award                       | True Blood                 | Best Supporting Actor in Television                                                 | nominacja |
| 2010 | NewNowNext Awards                  | True Blood                 | Brink of Fame: Actor                                                                | nominacja |
| 2010 | Scream Award                       | True Blood                 | Best Horror Actor                                                                   | wygrana   |
| 2017 | Emmy                               | Wielkie kłamstewka         | Najlepszy aktor drugoplanowy w serialu limitowanym lub filmie telewizyjnym          | wygrana   |
| 2018 | Złote Globy                        | Wielkie kłamstewka         | Najlepszy aktor drugoplanowy w serialu, serialu limitowanym lub filmie telewizyjnym | wygrana   |
| 2018 | SAG                                | Wielkie kłamstewka         | Najlepszy aktor w filmie telewizyjnym lub serialu limitowanym                       | wygrana   |
| 2018 | Critics’ Choice Television         | Wielkie kłamstewka         | Najlepszy aktor drugoplanowy w filmie telewizyjnym lub serialu limitowanym          | wygrana   |
| 2018 | Satellite Awards                   | Wielkie kłamstewka         | Najlepszy aktor drugoplanowy w serialu, miniserialu lub filmie telewizyjnym         | nominacja |
| 2022 | Emmy                               | Sukcesja                   | Najlepszy aktor gościnny w serialu dramatycznym                                     | nominacja |
| 2023 | Emmy                               | Sukcesja                   | Najlepszy aktor drugoplanowy w serialu dramatycznym                                 | nominacja |
| 2024 | Złote Globy                        | Sukcesja                   | Najlepszy aktor drugoplanowy w serialu, miniserialu lub filmie telewizyjnym         | nominacja |
| 2024 | SAG                                | Sukcesja                   | Najlepszy aktor w filmie telewizyjnym lub serialu limitowanym                       | wygrana   |